# Dieter Depping
Pour les articles homonymes, voir Depping.
Dieter Depping, né le 7 août 1966 à Hanovre, est un pilote automobile allemand de rallyes et sur circuits.

## Biographie
Dès 1985 il participe au rallye saxon de la Baltique (l'International Sachs Rallye Baltic), sur  Ford Escort RS Turbo.
Dieter Depping est pilote d'usine pour Volkswagen Motosport depuis 2001.  À ce titre il a établi une vingtaine de records du monde pour la marque en Catégorie A1, Groupe 2, sur une W12 (de classe 10), entre octobre 2001 et février 2002.
Il a été pilote essayeur-développeur de la nouvelle Polo R WRC, qui a fait ses débuts en championnat du monde des rallyes en 2013.

## Palmarès

### Titres
Triple champion d'Allemagne et deux fois des Pays-Bas des rallyes:
- Vainqueur du Deutsche Rallye-Trophäe sur Volkswagen Golf GTI en 1990;
- Champion d'Allemagne des rallyes Groupe N en 1991 (sur Ford Sierra RS Cosworth 4x4);
- Champion d'Allemagne des rallyes en 1992 (copilote Klaus Wendel, sur Ford Sierra RS Cosworth 4x4);
- Champion d'Allemagne des rallyes en 1993 (copilote Peter Thul, sur Ford Escort RS Cosworth);
- Champion d'Allemagne des rallyes en 1994 (copilote Peter Thul, sur Ford Escort RS Cosworth);
- Champion d'Allemagne des rallyes Groupe A 2L. en 2001 (sur VW Golf IV Kit Car);
- Champion des Pays-Bas des rallyes en 1993 (sur Ford Sierra RS Cosworth 4x4) (open);
- Champion des Pays-Bas des rallyes en 1994 (sur Ford Escort RS Cosworth) (open);
- West Brabant-Rallye en 1997 (sur Ford Escort RS Cosworth WRC);
  - Vice-champion d'Europe des rallyes en 1994;
  - 3e du championnat d'Allemagne des rallyes en 1996 et 2001;
  - 4e du championnat d'Europe des rallyes en 1993 et 1996;
  - 4e du championnat des Pays-Bas des rallyes en 1997;
  - 4e du championnat d'Europe Formule 2 des rallyes en 2001.

### Principales victoires en rallyes (11 en championnat d'Europe)
- Triple vainqueur du Rallye d'Allemagne (ADAC Rallye Deutschland), en 1994, 1996, et 1997, sur Ford Escort RS Cosworth;
- Rallye d'Hellendoorn (Pays-Bas) en 1991 sur Ford Sierra RS Cosworth 4x4;
- Rallye des Tulipes d'or d'Hellendorn/Nijverdal (Pays-Bas) en 1993 Ford Sierra RS Cosworth 4x4, 1995 sur Ford Sierra RS Cosworth 4x4, et 1997 sur Ford Escort WRC[2];
- Rallye Hunsrück en 1994 sur Ford Escort RS Cosworth WRC, et 1995 sur Ford Sierra RS Cosworth 4x4;
- Rallye Semperit en 1994 sur Ford Escort RS Cosworth;
- Rallye des Trois Cîtés en 1996 sur Ford Escort RS Cosworth;
  - 3e du rallye-raid d'Europe centrale en 2008 (sur VW Race Touareg II);
  - Participation au rallye-raid Paris-Dakar en 2007 (26e pour VW Motorsport (en camion)), et 2009 (6e sur VW Race Touareg II);

### Victoire sur circuits
- 24 Heures du Nürburgring en 2007 (vainqueur de classe sur VW Golf GTI);
  - 24 Heures du Nürburgring en 2008 (2e de classe sur VW Scirocco).